# Sologamia
Sologamia (ou autocasamento) é o casamento de uma pessoa com ela mesma. Defensores da prática acreditam que ela reafirma o amor próprio da pessoa e leva a uma vida mais feliz, enquanto críticos afirmam que a prática é narcisista e sugere que a pessoa tem baixa autoestima.

## Cerimônias
As cerimônias sologâmicas podem ter o mesmo formato de casamentos comuns, com convidados, bolos e presentes. Alguns programas de sologamia oferecem apoio e orientação antes do casamento.
A prática tem-se tornado cada vez mais popular no século XXI, em particular entre mulheres de grande poder aquisitivo. Em 2014, uma agência de viagens em Quioto oferecia pacotes de sologamia para mulheres e algumas das clientes eram esposas insatisfeitas com seu casamento original.

## Casos
Os autocasamentos da fotógrafa britânica Grace Gelder em 2014 e da personal trainer italiana Laura Mesi em 2017 foram amplamente divulgados. Em 26 de maio de 2019, a empresária Jussara Couto tornou-se a primeira pessoa brasileira a realizar a prática, tendo casado consigo mesma aos 38 anos em Belo Horizonte.

## Na ficção
Várias séries televisivas já retrataram personagens que casaram consigo mesmos. Exemplos incluem Sue Sylvester em Glee, Carrie Bradshaw em Sex and the City, Holly Franklin na quarta temporada de The Exes, um homem de meia idade em Jam, e "Red Guy" no episódio "Comet!" de A Vaca e o Frango.
No filme Zoolander 2 de 2016, a modelo transgênera All (interpretada por Benedict Cumberbatch) casa consigo mesma enquanto "o monocasamento é finalmente legalizado na Itália".